# برلمان بلجيكيا الفدرالي
برلمان بلجيكا الفدرالي هو برلمان من مجلسين في بلجيكا. ويتكون من مجلس النواب (بالهولندية: Kamer van Volksvertegenwoordigers، بالفرنسية: Chambre des Représentants، بالألمانية: Abgeordnetenkammer) ومجلس الشيوخ (بالهولندية: Senaat، بالفرنسية: Sénat، بالألمانية: Senat). مجلس النواب هو الهيئة التشريعية الأساسية؛ بينما يعمل مجلس الشيوخ فقط كمكان اجتماع للمجتمعات والمناطق الفيدرالية.
لا يذكر الدستور البرلمان الاتحادي على هذا النحو؛ حيث ينص على أن السلطة التشريعية الفيدرالية يمارسها الملك ومجلس النواب (وبشكل استثنائي مجلس الشيوخ)، ويحدد موعد انعقاد المجلسين المتحدين.

## الإجراء التشريعي
منذ انتخابات 21 أيار / مايو 1995 ، حدث انهيار في الصلاحيات بين مجلس النواب ومجلس الشيوخ ، مما أسفر عن اختصاصات أقل من مجلس النواب. قبل ذلك ، قام مجلس النواب ومجلس الشيوخ بنفس العمل البرلماني على قدم المساواة ، ولكن هناك الآن ثلاثة إجراءات تشريعية مختلفة يمكن اتباعها: إجراء الغرفة الواحدة ، والإجراء الاختياري المكون من غرفتين ، والإجراء الإلزامي المكون من غرفتين.
في بعض الأمور ، يتمتع كلا المجلسين بسلطة متساوية. وتشمل هذه التنقيحات الدستورية ، والقوانين التي تتطلب أغلبية مؤهلة ، والقوانين المتعلقة بالبنية الأساسية للدولة البلجيكية ، والقوانين التي توافق على اتفاقيات التعاون بين الدولة الاتحادية ، والمجتمعات والأقاليم ، والقوانين المتعلقة بالموافقة على المعاهدات الدولية ، والقوانين المتعلقة بتنظيم القضاء ، ومجلس الدولة ، والمحكمة الدستورية. في هذه الحالة ، يتم تطبيق الإجراء الإلزامي المكون من مجلسين ، مما يعني أنه يجب على كلا المجلسين تمرير نفس النسخة من مشروع القانون بالضبط.
بالنسبة لمعظم التشريعات الأخرى ، يكون لمجلس النواب الأسبقية على مجلس الشيوخ ويتم تطبيق الإجراء الاختياري المكون من مجلسين. هذا يعني أن مجلس الشيوخ لا يزال بإمكانه التدخل كغرفة للنظر والتفكير. لديها الفرصة ، في غضون فترات زمنية محددة ، لفحص مشاريع القوانين التي اعتمدها مجلس النواب ، وإذا كان هناك سبب للقيام بذلك ، فقم بإجراء تعديلات. يجوز للمجلس بعد ذلك اعتماد أو رفض التعديلات المقترحة من قبل مجلس الشيوخ أو تقديم مقترحات جديدة. يمكن لمجلس الشيوخ أيضًا تقديم مشروع قانون اعتمده إلى المجلس ، والذي يمكنه الموافقة عليه أو رفضه أو تعديله. مهما كان الأمر ، فإن الغرفة لها الكلمة الأخيرة.
يتم تطبيق إجراء الغرفة الواحدة في الحالات التي يكون فيها لمجلس النواب السلطة الوحيدة للتشريع. وهذا يعني أن مجلس الشيوخ لا يمكنه التدخل وأن موافقة مجلس الشيوخ ليست مطلوبة لتمرير مشروع القانون. تشمل المسائل التي يكون مجلس النواب مسؤولاً عنها حصريًا ، التجنيس ، والمسؤولية الوزارية ، وميزانية الدولة ، والحسابات والحصص العسكرية.

### مفوض المخدرات الوطني
في فبراير 2023، عينت الحكومة البلجيكية أول مفوض وطني للمخدرات، إين فان ويميرش، لمحاربة قضية تهريب المخدرات وجرائم المخدرات المنظمة في بلجيكا. كان جزءاً من إجراءات الحكومة الفيدرالية لمكافحة إرهاب المخدرات، والتي تضمنت زيادة قوات الشرطة في الموانئ، وفحص البنية التحتية، وتكثيف الغرامات أو فرض إعادة تأهيل لمستخدمي الكوكايين إلى 1000 يورو، وتدقيق عمال الموانئ، وإغلاق الشركات التي تستخدم لغسيل أموال المخدرات، إلخ. كما كانت الحكومة تضغط على الإمارات لتسليم الأشخاص المتورطين في جرائم المخدرات، بما في ذلك نور الدين الحجيوي، الذي كان يعيش في دبي والمتهم بتنسيق تهريب الكوكايين في أنتويرب.,